# Liebelei (1913)
Liebelei ist ein dänischer Stummfilm aus dem Jahre 1913 von August Blom und Holger-Madsen nach dem gleichnamigen Schauspiel von Arthur Schnitzler. Nordisk-Star Valdemar Psilander spielte eine der vier Hauptrollen.

## Handlung
Leutnant Fritz Lobheimer hat ein Verhältnis mit einer verheirateten Frau. Wenig später lernt er das Mädchen Christine kennen und beide verlieben sich ineinander. Eines Tages entdeckt der betrogene Ehemann Beweise für die Untreue seiner Frau. Um Genugtuung zu erlangen und seine Ehre wiederherzustellen, fordert er den jungen Mann zum Duell. Lobheimers bester Freund Theo Kaiser versucht vergeblich das Duell zu verhindern. Ehe er eingreifen kann, stirbt sein Freund Fritz.
In Einzelfällen nahmen sich die beiden Regisseure die inszenatorische Freiheit, eigene Ideen einzubringen. Ein Beispiel: „Die Duellszene (obwohl sie von Schnitzler nicht geschätzt wurde) wird durch eine wirksame ikonographische Lösung realisiert, die den Raum durch eine dreieckige Form dynamisiert.“

## Entstehung
1912 trat die dänische Produktionsfirma Nordisk mit Schnitzler in Kontakt, um die Bedingungen für eine Verfilmung seines Dramas Liebelei auszuhandeln. Der österreichische Schriftsteller selbst sollte das Drehbuch schreiben. In seinem Tagebuch notierte Schnitzler den Beginn der Arbeit am „Film Liebelei“ am 26. September 1912. Am 3. Januar 1913 schickte Schnitzler die erste Fassung des Manuskripts nach Kopenhagen an die Nordisk. In den folgenden beiden Monaten arbeitete er das Drehbuch noch detaillierter aus.
Schnitzler griff für sein Drehbuch auf die Pläne zu einem „Volksstück“ zurück, als das er Liebelei ursprünglich geplant hatte: Anders als im 1895 uraufgeführten Drama, sollte der Film das Kennenlernen von Fritz und Christine in einer Tanzschule, Fritz bei seiner Geliebten und das Duell explizit zeigen. Auch das Ende erweiterte Schnitzler gegenüber der Bühnenfassung, wobei er zwei Varianten vorschlug: Entweder sollte Christine an Fritz’ Sarg niederstürzen oder – diese Variante bevorzugte er – zu spät zur Trauerfeier kommen, von Fritz’ Wohnung weiter zum Friedhof laufen und dort, nach dem Begräbnis, am noch offenen Grab zusammensinken. Für den Film wurde die erste Variante gewählt.

## Hintergründe, Wissenswertes
Liebelei wurde nicht, wie regelmäßig zu lesen ist, am 22. Januar 1914 in Dänemark uraufgeführt. Eine Sonderaufführung im kleinen Kreis, dem auch Schnitzler angehörte, fand bereits am 20. Dezember 1913 (vermutlich in Österreich) statt. Anfang März 1914 wurde Liebelei offiziell auch in Deutschland erstmals gezeigt.
Liebelei galt neben dem nahezu zeitgleich gedrehten und uraufgeführten Großfilm Atlantis als die zweite ambitionierte, dänische Literaturverfilmung der Nordisk im Jahre 1913. In seinen finanziellen und gestalterischen Mitteln war dieser Film im Vergleich zu Bloms Hauptmann-Verfilmung sehr viel bescheidener angelegt.
In einer kleinen aber nicht unwichtigen Rolle als der Tod ist Carl Schenstrøm zu sehen, die lange und dürre Hälfte des späteren Komiker-Duos Pat & Patachon.
Schnitzler selbst kommentierte den Film mehrfach. Überliefert ist sein Tagebucheintrag vom 20. Dezember 1913. Dort spricht er von „Im Ganzen mäßiger Genuß“. In einem Brief an die Nordisk vom 23. Dezember 1913 fiel sein Gesamturteil gnädiger aus: „…recht befriedigend, in manchen Momenten sogar sehr gut.“ Er kritisierte hingegen expressis verbis die „Geistererscheinungen“, die Duellszene und, wie er sich ausdrückte, den „zipelzapelige[n] Straßenlauf“ Christines. Die darstellerischen Leistungen sah Schnitzler als „großenteils vorzüglich“ an, „besonders von Seiten der Herren“. Hingegen beklagte Arthur Schnitzler sich massiv über den Begleittext im Programmheft und distanzierte sich von diesem.
Der Film ist als 15-minütiges Fragment erhalten.
Liebelei steht für den Versuch, mit dem Autorenfilm die Kinematografie, die bis zu dieser Zeit kaum mehr als ein schlichtes Rummelplatzvergnügen angesehen wurde, qualitativ anzuheben und damit einem sich allmählich emanzipierenden Publikumsgeschmack nachzukommen. So entstanden im Jahr 1913 in diversen mitteleuropäischen Ländern ambitionierte Literaturverfilmungen: in Dänemark wurde, neben Liebelei, eine Adaption von Gerhart Hauptmanns Atlantis hergestellt, in Deutschland liefen die literarischen Werke Der Andere und Der Student von Prag an. In Österreich-Ungarn spielte der Theaterstar Alexander Girardi eine Auswahl seiner größten Theatererfolge in der ersten Großproduktion seines Landes, Der Millionenonkel.

## Kritiken
In Deutschland und Österreich-Ungarn wurde vermerkt, dass die dänische Liebelei-Filmversion dieses Ur-Wiener Stoffs ihren skandinavischen Hintergrund nicht verhehlen konnte. Schnitzler selbst notierte in seinem Tagebuch am 20. Dezember 1913: „Kopenhagen ist die Scene“.
Alles in allem wurde der Film zwar kontrovers, aber nicht ablehnend aufgenommen. In der Vossischen Zeitung lobte man 1914 zwar die optische Illustration der Produktion, bemängelte aber die Unfähigkeit der Macher, die Komplexität der Schnitzler-Vorlage zu begreifen und filmisch umzusetzen. Bild & Film spottete sogar: „Das sentimentale Frauenpublikum allerdings wird sich vielleicht den Film gefallen lassen und vor Rührung sich eine Träne aus dem Auge wischen…“. Andere Blätter wie Der Tag und Lichtbild-Bühne sahen hingegen in dem Werk „neue Dichtung“.
Drei weitere Einzelkritiken:
In Der Tag ist zu lesen: „Dort wo die Naturaufnahmen aus der Umgebung Wiens und dem Prater mitsprachen, gab es sogar reiche, stimmungserweckende Wirkungen, die das Auge erfreuen konnten.“
Der Kinematograph schrieb: „Man hat wohl kaum einen Film gesehen, der so eindringlich die eigene, resignierte Stimmung der wienerischen Genußwelt wiedergibt, wie gerade diese ‚Liebelei‘.“
Die Neue Freie Presse befand: „Dieses Werk (...) ist mit allen künstlerischen und technischen Mitteln ausgeführt, die kinematographische Erfahrung bisher gesammelt hat. Die Wiedergabe des kleinbürgerlichen Milieus bei dem alten Musiker sowie des eleganten Junggesellenheims bei Fritz, hübsche Straßenbilder und Naturaufnahmen, das stilgerechte Duell, last not least die vollendete Darstellung wirken zusammen, um ein sehenswertes Kunstwerk zu gestalten.“